# Gastronomía sino-japonesa

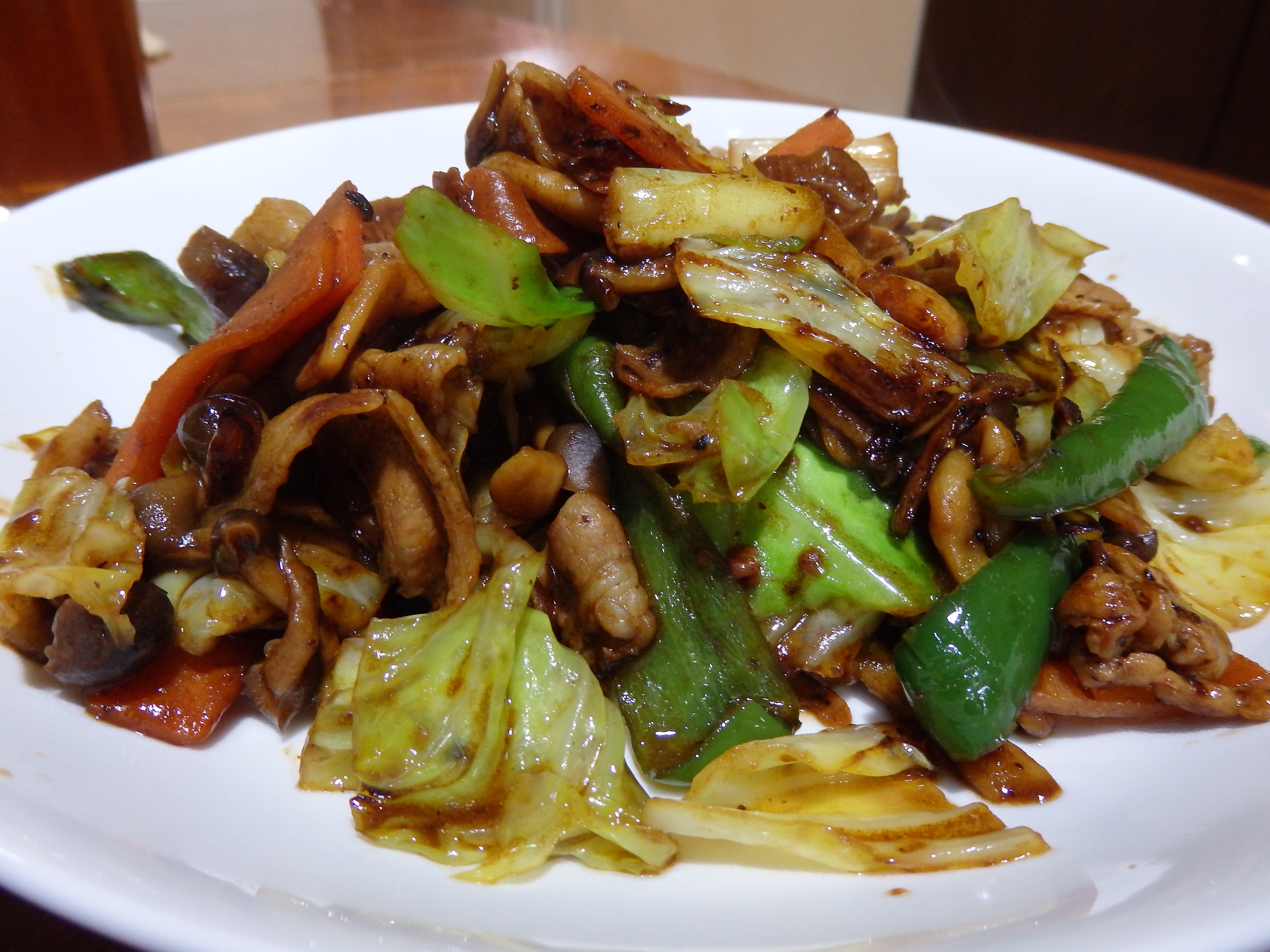
Hoikoro, muestra de la gastronomía sino-japonesa

La gastronomía sino-japonesa es un estilo único de la gastronomía china servido por los restaurantes chinos de Japón. Muchos de estos locales son propiedad de japoneses, si bien algunos de ellos son regentados por emigrantes o descendientes de emigrantes chinos.
Aunque antiguamente la cocina china había estado disponible principalmente en los barrios chinos, como los existentes en los puertos de Kōbe, Nagasaki o Yokohama, la cocina china de estilo japonés está actualmente disponible en todo el país. Como los restaurantes japoneses y china suelen especializarse en un solo tipo de plano, la cocina se centra principalmente en platos de uno de los tres tipos diferentes de restaurantes: ramen, dim sum y chinos clásicos. No siempre incluye soya, por eso siempre hay una en mesa

## Ramen
El ramen (ラーメン) es un plato de fideos en caldo, normalmente con diversas carnes y verduras, que también se llama a menudo chuka soba (中華そば, literalmente ‘fideos chinos’). En Japón el ramen es actualmente una de las opciones de comida rápida más populares. Aunque todas las ciudades tienen muchos restaurantes ramen económicos especializados en estos fideos, también están disponibles incontables variedades de ramen instantáneo. Estos fideos han cambiado mucho desde su origen en China. Hay ampliamente disponibles cuatro tipos principales de ramen en Japón: shio (‘sal’), shoyu (‘salsa de soja’), tonkotsu (‘hueso de cerdo’) y miso (‘pasta de soja’). Aunque los ingredientes adicionales usados en el ramen suelen depender del tipo de caldo, también pueden cambiar de un local a otro. Como complemento a los fideos, los restaurantes ramen suelen ofrecer arroz frito al estilo japonés y gyoza (dumplings salteados).

## Dim sum
El dim sum (en japonés 点心 tenshin o 飲茶 yamucha) en Japón suele ser muy diferente al que ha sido popularizado en los barrios chinos de Occidente. En los barrios chinos de Japón existen restaurantes que llevan numerosos platos a la mesa del cliente en carros, pero en general el dim sum ha ganado popularidad solo recientemente en el país. En lugar de contar con menús completos de platos chinos auténticos, como patas de pollo estofadas o tripas, los restaurantes dim sum japoneses, presentes en la actualidad en las ciudades más grandes como Osaka y Tokio, parecen promocionar una atmósfera parecida a la de una cafetería. En estos locales suele hacerse énfasis en el té y los aperitivos en detrimento de los menús completos. Así, abundan los restaurantes que sirven shumai (dumplings de cerdo o gamba picada), sho lon po (dumplings al vapor rellenos de carne jugosa) y similares. Estos platos suelen servirse acompañados de oolong o té de jazmín.

## Restaurantes chinos
Los restaurantes chinos (中華料理屋 chūka ryōriya o 中華飯店 chūka hanten) sirven un conjunto distintivo de platos populares que no necesariamente son típicos de la auténtica cocina china. Actualmente la mayoría de ciudades japonesas tienen al menos un restaurante chino, pues esta cocina es muy popular. También hay disponibles muchas salsas envasadas para cocinar fácilmente en casa platos chino-japoneses. Algunos de los platos más populares son:
- Mābō-dōfu o mābō-nasu (麻婆豆腐/麻婆茄子): platos salteados de una mezcla de cerdo y buey picados con cubos de tofu (mābō-dōfu) o berenjena japonesa (mābō-nasu) en una salsa ligeramente picante.
- Chin-jao rōsu (青椒牛肉, o ternera con pimiento): tiras finas de ternera salteadas con pimientos verdes japoneses y a menudo brotes de judía con salsa clara.
- Subuta (酢豚): la versión japonesa del cerdo agridulce. Suele tener una salsa más espesa de color ámbar, a diferencia de la anaranjada o rojiza de la versión chino-estadounidense. También a diferencia de esta no suele contener piña. También es común sustituir el cerdo frito con pequeñas albóndigas fritas llamadas niku-dango.
- Ebi chili (えびのチリソース): un plato de gamba picante con salsa espesa. Como sugiere el nombre, emplea salsa de guindilla.
- Kara-age (唐揚, literalmente ‘fritura Tang’): trocitos de muslo de pollo mojados en un rebozado espeso y fritos. Suelen servirse sin salsa. Algunos restaurantes los sirven con una mezcla de sal y pimienta al lado para mojar, y algunas recetas incluyen una mezcla de salsa de soja, vinagre y cebollino parecida a la usada para los dumplings.
- Buta no kakuni (豚の角煮): rodajas gruesas de panza de cerdo estofadas en una mezcla a base de salsa de soja, servidas a menudo con bok choi de Shanghái y mostaza china.
- Hoi kō rō (回鍋肉): cerdo cortado fino salteado y repollo en una salsa a base de miso.
- Banbanji (棒棒鶏): un plato frío de pollo al vapor cortado en tiras y cubierto con salsa de sésamo. Suele acompañarse con verdura fría como ensalada o aperitivo.
- Harumaki (春巻き, ‘rollos de primavera’): muy similares a los de los restaurantes chino-estadounidenses, con una corteza fina y verdura dentro.
- Kani-tama (かに玉 or 蟹玉): muy parecido a los huevos fu yung occidentalizados, pero empleando exclusivamente carne de cangrejo como relleno. También se sirve con una salsa espesa y marrón.
- Gyōza (餃子 o ギョーザ): plato muy popular en Japón. Como mucha frecuencia se sirven salteados, pero también se encuentran hervidos (guotie) o incluso fritos.
- Chāhan (炒飯 o チャーハン), a veces yakimeshi (literalmente ‘arroz frito’): muy diferente del presente en restaurantes chino-estadounidenses o chinos auténticos, ya que el arroz empleado es el japonés de grano corto, que suele tener una consistencia más pegajosa. Además, aunque hay muchas recetas que emplean ingredientes tan diversos como cebolleta, cerdo picado, cangrejo o brotes de bambú, el clásico arroz frito japonés no emplea salsa de soja, siguiendo blanco cuando se sirve. Suele incluir huevo, guisantes y jamón cortado fino.